# Puntos cardinales (álbum)
Puntos cardinales es el título del álbum debut grabado en solitario de la cantante española Ana Torroja, publicado por BMG Ariola Spain el 7 de julio de 1997, entonces todavía componente de Mecano.
Fue publicado después del álbum Aidalai (1991) de Mecano, cuando la banda todavía no se había disuelto definitivamente. Tras la publicación de este disco, el grupo se había tomado un tiempo de descanso que en principio iba a ser de tres años, pero que se prolongó hasta la publicación de Ana Jose Nacho siete años más tarde. Durante ese periodo los integrantes comenzaron sus carreras en solitario, el primero fue Nacho Cano, qué publicó el instrumental Un mundo separado por el mismo Dios (1994), mientras su hermano José María componía su ópera Luna.
Puntos cardinales fue grabado en los estudios Stone Room y Abbey Road de Londres y en los Ridge Farm de Surrey y producido por Tony Mansfield, quien había colaborado ya con Miguel Bosé y es principalmente conocido como descubridor de A-ha (Take on me). Ana Torroja participó en la escritura de varios de los temas, algo que sólo hizo en una ocasión para Mecano. Se extrajeron tres sencillos, A contratiempo, Como sueñan las sirenas y Partir, aunque también se editaron ediciones especiales de versiones en remix. Dos temas más que no llegaron a incluirse en el álbum pero sí como caras B de sendos sencillos fueron Si fuera tú y Ya no me quema.
El disco tuvo muy buena aceptación entre el público español y latinoamericano, vendiendo unas 600 000 copias.[cita requerida]

## Lista de canciones
- Edición estándar:

| N.º | Título                        | Escritor(es)                                 | Duración |  |
| 1.  | «Puntos cardinales»           | A. Moraga del Riego y L.A. Rodríguez         | 4:20     |  |
| 2.  | «Partir»                      | Txetxo Bengoetxea                            | 3:17     |  |
| 3.  | «Flor carnívora»              | L.G. Escolar y Manuel Illán                  | 4:54     |  |
| 4.  | «No estás» (Don't fall)       | Ana Torroja y Jason Hart                     | 4:04     |  |
| 5.  | «A contratiempo» (Bottomless) | Bonnie Hayes (adapt. A. Torroja y N. Yustas) | 4:38     |  |
| 6.  | «Como tú»                     | D. Poveda y H. Batt                          | 3:36     |  |
| 7.  | «Tal para cual»               | P. Varona                                    | 3:23     |  |
| 8.  | «Te he querido tanto»         | G. Varona y F. Amat                          | 4:05     |  |
| 9.  | «Como sueñan las sirenas»     | A. Torroja, N. Yustas y L. Cabañas           | 3:58     |  |
| 10. | «Deja que llueva»             | Ana Torroja y Jason Hart                     | 4:36     |  |

- Cara "B", inéditos, maxi singles y remixes:

|     |                                                        |                          |          |  |  |  |  |  |  |  |
| N.º | Título                                                 | Escritor(es)             | Duración |  |  |  |  |  |  |  |
| 11. | «Si fuera tú» (If I were you)                          | Jason Hart               | 4:42     |  |  |  |  |  |  |  |
| 12. | «Ya no me quema»                                       | A. Torroja y J.C. Parada | 4:23     |  |  |  |  |  |  |  |
| 13. | «Como sueñan las sirenas» (Wet'n'pumpin' mix)          |                          | 7:42     |  |  |  |  |  |  |  |
| 14. | «Como sueñan las sirenas» (Rollercoaster Samba club)   |                          | 6:30     |  |  |  |  |  |  |  |
| 15. | «Como sueñan las sirenas» (Pumpin' dolls radio edit)   |                          | 4:03     |  |  |  |  |  |  |  |
| 16. | «Como sueñan las sirenas» (Shangay tea dolls club mix) |                          | 7:05     |  |  |  |  |  |  |  |

- Points cardinaux:

| N.º | Título                                        | Escritor(es)                      | Duración |  |
| 17. | «Les murs» (A contratiempo)                   | adapt. française: Françoise Hardy | 4:38     |  |
| 18. | «Ananta» (Como sueñan las sirenas)            | adapt. française: Eric Aerts      | 3:59     |  |
| 19. | «Je t'ai tellment aimé» (Te he querido tanto) | adapt. française: Eric Aerts      | 4:04     |  |

## Posiciones
| País   | Posición |
| ------ | -------- |
| España | 1        |

| País   | Certificación        | Ventas          |
| ------ | -------------------- | --------------- |
| España | 2 x Disco de Platino | +250.000 copias |